# Erwin Thijs
Erwin Thijs (Tongeren, 6 agosto 1970) è un ex ciclista su strada belga, professionista dal 1993 al 2007.

## Palmarès

### Strada
- 1988 (Juniores, una vittoria)

Omloop Het Nieuwsblad Junior
- 1991 (Dilettanti, una vittoria)

2ª tappa - parte a Ronde van Limburg (Herk-de-Stad > Bilzen)
- 1992 (Dilettanti, tre vittorie)

Classifica generale Circuit Franco-Belge
Montenaken-Gingelom
5ª tappa - parte b Tour de la province de Liège (Oreye, cronometro)
- 1993 (Collstrop-Assur Carpets, una vittoria)

Volta Limburg Classic
- 1994 (Collstrop-Willy Naessens, una vittoria)

2ª tappa Circuit de la Sarthe (Saint-Paterne > Vibraye)
- 1996 (Vlaanderen 2002-Eddy Merckx, una vittoria)

Bruxelles-Ingooigem
- 1997 (Vlaanderen 2002-Eddy Merckx, una vittoria)

2ª tappa Circuito Montañés (Muriedas > Laredo)
- 1998 (Vlaanderen 2002-Eddy Merckx, una vittoria)

Flèche Ardennaise
- 2000 (Vlaanderen 2002-Eddy Merckx, quattro vittorie)

2ª tappa Ster ZLM Toer (Valkenburg aan de Geul > Valkenburg aan de Geul)
3ª tappa Ster ZLM Toer (Valkenburg aan de Geul > Theux)
Tour de Limbourg
3ª tappa Dekra Open Stuttgart (Stoccarda > Stoccarda)
- 2001 (Collstrop-Palmans, una vittoria)

Grote Prijs Dr. Eugeen Roggeman
- 2002 (Palmans-Collstrop, due vittorie)

4ª tappa Tour de Wallonie (Beauvechain > Nivelles)
Stadsprijs Geraardsbergen
- 2003 (Palmans-Collstrop, una vittoria)

Flèche Hesbignonne-Cras Avernas
- 2005 (MrBookmaker.com, una vittoria)

4ª tappa Ster Elektrotoer (Verviers > Jalhay)
- 2006 (Unibet.com, tre vittorie)

Colliers Classic
6ª tappa Corsa della Pace (Dippoldiswalde > Meerane)
Flèche Hesbignonne-Cras Avernas

#### Altri successi
- 1997 (Vlaanderen 2002-Eddy Merckx)

Classifica sprint Dekra Open Stuttgart
- 1998 (Vlaanderen 2002-Eddy Merckx)

Criterium Dilsen
- 1999 (Team Cologne)

Criterium Dortmund
Rund um Jülich
- 2000 (Vlaanderen 2002-Eddy Merckx)

Classifica a punti Ster ZLM Toer
- 2001 (Collstrop-Palmans)

Memorial Thijssen
Wingene Koers
- 2004 (MrBookmaker.com)

Grote Prijs Beeckman-De Caluwé

## Piazzamenti

### Classiche monumento
- Giro delle Fiandre

1995: 94º
2000: 56º
2002: 54º
2003: ritirato
2004: 67º
2005: 85º
- Parigi-Roubaix

2004: 71º
2005: 13º
2006: 111º
- Liegi-Bastogne-Liegi

2002: 107º
2003: ritirato
2004: 90º
2005: ritirato
2006: ritirato

### Competizioni mondiali
- Campionati del mondo

Odense 1988 - In linea Junior: 5º
Lugano 1996 - In linea Elite: ritirato
Valkenburg 1998 - In linea Elite: ritirato
- Giochi olimpici

Barcellona 1992 - In linea: ritirato